# Чеботарь, Александр Витальевич
Александр Витальевич Чеботарь (род. 18 ноября 1996) — российский самбист, победитель и призёр первенств России среди юношей, бронзовый призёр первенства страны среди молодёжи 2019 года, серебряный призёр чемпионата России 2021 года, победитель Всероссийской спартакиады 2022 года, серебряный призёр чемпионата Европы 2021 года, мастер спорта России. Воспитанник клуба «Самбо-70». Выступает в весовой категории до 64 кг. Наставниками спортсмена были Павел Фунтиков и Денис Павлов.

## Национальные соревнования
- Чемпионат России по самбо 2021 — ;
- Самбо на Всероссийской спартакиаде 2022 — ;